# Engin Güngör
Engin Güngör (* 17. Mai 1986 in Nijmegen) ist ein niederländisch-türkischer Fußballspieler.

## Karriere
Güngör kam als Sohn türkischstämmiger Eltern im niederländischen Nijmegen auf die Welt. Hier erlernte er das Fußballspielen in den Nachwuchsabteilungen diverser Vereine.
Seine Profikarriere startete Güngör 2006 beim Zweitligisten FC Eindhoven, für den er die folgenden zwei Jahre spielte. Im Sommer 2008 entschied er sich dazu, seine Karriere in der Türkei fortzusetzen, und wechselte zum Erstligisten Hacettepe SK. Hier spielte er bis zum Frühjahr 2011, wobei er die Rückrunde der Spielzeit 2009/10 beim Drittligisten Kastamonuspor verbrachte. Güngör spielte anschließend vom Frühjahr 2011 bis zum Sommer 2011 für den Istanbuler Viertligisten Gaziosmanpaşaspor. Hier erreichte er mit seinem Team die Meisterschaft der TFF 3. Lig und damit den Aufstieg in die TFF 2. Lig. Trotz dieses Erfolges zog er vor dem Saisonstart zu Tarsus İdman Yurdu weiter. Hier etablierte er sich auf Anhieb als Stammspieler und stieg mit seiner Mannschaft zum Saisonende als Playoff-Sieger in die TFF 2. Lig auf.
Güngör verließ Tarsus İY nach dem Aufstieg und wechselte zum Viertligisten Altınordu Izmir. Auch mit diesem Verein gelang es Güngör, Viertligameister zu werden. Dadurch stieg er mit drei unterschiedlichen Mannschaft nacheinander drei Mal in die TFF 2. Lig auf. Nach diesem Erfolg blieb Güngör bei Altınordu. Auch in der 2. Lig gelang seinem Team der Meisterschaftsgewinn. Dadurch kehrte Altınordu nach 24-jähriger Abstinenz wieder in die TFF 1. Lig, die zweithöchste türkische Spielklasse, zurück.
Im Januar 2015 wechselte er zum Drittligisten Keçiörengücü. In den kommenden Jahren hatte er etliche andere Engagements dieser Stufe, bevor er 2019 in sein Geburtsland zurückkehrte.

## Erfolge
Mit Gaziosmanpaşaspor
- Meister der TFF 3. Lig und Aufstieg in die TFF 2. Lig: 2010/11

Mit Tarsus İdman Yurdu
- Playoff-Sieger TFF 3. Lig und Aufstieg in die TFF 2. Lig: 2011/12

Mit Altınordu Izmir
- Meister der TFF 3. Lig und Aufstieg in die TFF 2. Lig: 2012/13
- Meister der TFF 2. Lig und Aufstieg in die TFF 1. Lig: 2013/14